# Hammasjärvi (sjö, lat 68,68, long 26,87)
Hammasjärvi är en sjö i Finland. Den ligger i kommunen Enare i landskapet Lappland, i den norra delen av landet, 900 km norr om huvudstaden Helsingfors. Hammasjärvi ligger 229 meter över havet. Arean är 9,9 kvadratkilometer och strandlinjen är 33,7 kilometer lång. Sjön  ingår i Pasvik älvs huvudavrinningsområde.   Den sträcker sig 10,4 kilometer i nord-sydlig riktning, och 5,0 kilometer i öst-västlig riktning.
I övrigt finns följande vid Hammasjärvi:
- Harrijoki (ett vattendrag)